# Pedro Teixeira
Pedro Teixeira är en kommun i Brasilien.   Den ligger i delstaten Minas Gerais, i den sydöstra delen av landet, 800 km sydost om huvudstaden Brasília. Antalet invånare är 1 789.
Omgivningarna runt Pedro Teixeira är huvudsakligen savann. Runt Pedro Teixeira är det glesbefolkat, med 14 invånare per kvadratkilometer.